# Anneke Venema
Johanna Annechien „Anneke” Venema (ur. 19 stycznia 1971 w Veendam) – holenderska wioślarka. Srebrna medalistka olimpijska z Sydney.
Zawody w 2000 były jej drugimi igrzyskami olimpijskimi, debiutowała w 1996. W Sydney medal zdobyła w ósemce. Brała udział w kilku edycjach mistrzostw świata i zdobyła dwa brązowe medale tej imprezy. W 1995 w ósemce, a w 2001 w czwórce bez sternika.